# Турабичицкаро
Турабичицкаро, Турабичис-Цкали — река в России, протекает в Цунтинском районе республики Дагестан. Длина реки составляет 10 км. Площадь водосборного бассейна — 18,8 км².
Начинается на склоне Главного Кавказского хребта, течёт на север вдоль западного склона хребта Сатибисгори. Устье реки находится в 36 км по правому берегу реки Метлуда.

## Данные водного реестра
По данным государственного водного реестра России относится к Западно-Каспийскому бассейновому округу, водохозяйственный участок реки — Сулак от истока до Чиркейского гидроузла. Речной бассейн реки — Терек.
Код объекта в государственном водном реестре — 07030000112109300000377.